# Podoserpula miranda
Espèce
Statut de conservation UICN

 CR C2a(ii) : 
En danger critique
Podoserpula miranda, communément appelé la pagode Barbie, est une espèce de champignons découverte en Nouvelle-Calédonie. Son nom vernaculaire tient à sa structure formée de chapeaux empilés les uns au-dessus des autres et à la couleur rose pâle de son pied et de son chapeau.

## Description
Podoserpula miranda mesure entre 8 et 10 cm. Son hyménium est rose vif. Il vit en symbiose avec le chêne gomme. Ce champignon tend à disparaître du fait de son petit habitat et de la dégradation de celui-ci par la présence d'animaux (porcs, chevaux…).